# Hans Magnus Enzensberger
Hans Magnus Enzensberger (Kaufbeuren, 11 de novembro de 1929 – Munique, 24 de novembro de 2022) foi um poeta, ensaísta, tradutor, escritor e editor alemão. Foi também escritor sob os pseudônimos de Andreas Thalmayr, Linda Quilt, Elisabeth Ambras e Serenus M. Brezengang.

## Biografia
Hans Magnus Enzensberger nasceu na Baviera, em 1929. Escritor e editor, viveu na França, México, Estados Unidos, Itália, Noruega, Cuba, União Soviética.
Enzensberger estudou literatura e filosofia nas universidades de Erlangen, Freiburg, Hamburgo e também em Sorbonne, Paris, recebeu seu doutorado em 1955.
Trabalhou como redator na rádio de Stuttgart e exerceu a docência até 1957, com o volume de poesias Verteidigung der Wölfe (Defesa dos Lobos).
Entre 1965 e 1975 foi membro do Grupo 47. Em 1965 criou a revista Kursbuch e desde 1985 editou a série literária Die andere Bibliothek.
Morreu em 24 de novembro de 2022, aos 93 anos de idade, em Munique.

## Obra
- Verteidigung der Wölfe (Defendendo os Lobos), poemas, 1957
- Allerleirauh, poemas, 1961
- Politik und Verbrechen (Política e Crime), ensaio, 1964
- Deutschland, Deutschland unter anderm (Alemanha, Alemanha, entre outros), ensaio, 1967
- Das Verhör von Habana (O interrogatório de Habana), prosa, 1970
- Der kurze Sommer der Anarchie (O curto verão da anarquia) , romance, 1977
- Buenaventura Durrutis Leben und Tod (Buenaventura Durrutis vida e morte), prosa, 1972
- Gespräche mit Marx und Engel (Conversações com Marx e Engels), 1970
- Palaver (Bajulação), ensaio, 1974
- Mausoleum (Mausoléu), poemas, 1975
- Der Untergang der Titanic (O naufrágio do Titanic), versículo, 1978
- Polit (Migalhas), redações, 1982
- Ach, Europa! (Ah, Europa!), prosa, 1987
- Zukunftsmusik (Música do futuro), poesia, 1991
- Die Tochter der Luft (A filha do ar), ficção, 1992
- Die Große Wanderung (A Grande Migração), redações, 1992
- Wo warst du, Robert? (Por Onde Você Andou, Robert?), romance, 1996
- Zickzack (Ziguezague), redações, 1997
- Der Zahlenteufel, 1997
- Nummer Teufel (O Diabo dos Números), romance, 1998
- Zickzack (Ziguezague), redações, 2000

## Prêmios (seleção)
- 1963 - Prêmio Georg Büchner
- 2002 - Prémio Príncipe das Astúrias